# Nikolai Markowitsch Emanuel

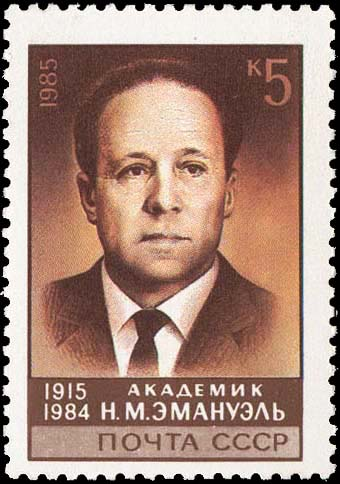
Nikolai Emanuel

Nikolai Markowitsch Emanuel, russisch Никола́й Ма́ркович Эмануэ́ль, (* 18. Septemberjul. / 1. Oktober 1915greg. in Tim; † 8. Dezember 1984 in Tschernogolowka) war ein russischer Chemiker.
Emanuel studierte ab 1938 am Polytechnischen Institut in Leningrad und war danach am Institut für Chemische Physik der Akademie der Wissenschaften der UdSSR. 1941 war er an den Kämpfen um Leningrad beteiligt, wurde dann aber 1942 nach Kasan evakuiert um kriegswichtige Forschung zu betreiben. 1942 wurde er promoviert. Ab 1944 war er Assistenzprofessor und ab 1950 Professor für Physikalische Chemie an der Lomonossow-Universität. 1949 habilitierte er sich (russischer Doktortitel).
Er befasste sich mit Kinetik homogener chemischer Reaktionen (und war ein führender sowjetischer Spezialist für die Kinetik von Reaktionen), mit Oxidation von Fetten und Kohlenwasserstoffen (in der Gasphase und in flüssiger Phase) und mit dem Altern und der Stabilisierung von Polymeren.
Ab 1964 befasste er sich auch mit Krebsforschung. Er untersuchte ab 1978 Alkyl-Nitrosoharnstoffe als chemotherapeutisches Mittel gegen Krebs.
1958 wurde er korrespondierendes und 1966 volles Mitglied der Sowjetischen Akademie der Wissenschaften. Er war auswärtiges Mitglied der Königlich Schwedischen Akademie der Wissenschaften. Im Jahr 1977 wurde er zum Mitglied der Leopoldina gewählt. 1958 erhielt er den Leninpreis, er erhielt zweimal den Leninorden und den Orden des Roten Banners der Arbeit, 1977 erhielt er die August-Kekulé-Medaille, 1981 wurde er Held der Sozialistischen Arbeit und 1983 erhielt er den Staatspreis der UdSSR. Die sowjetische Post ehrte ihn 1985 anlässlich des 70. Jahrestages seines Geburtstages in Form einer 5 Kopeken-Briefmarke mit seinem Porträt (Auflage 2.400.000).